# Mario Schembri (1956)
Mario Schembri (10 agosto 1956 – 7 marzo 2008) è stato un calciatore maltese, di ruolo attaccante.

## Carriera

### Nazionale
Ha collezionato tre presenze con la propria Nazionale.

## Statistiche

### Cronologia presenze e reti in Nazionale
| Cronologia completa delle presenze e delle reti in nazionale ― Malta | Cronologia completa delle presenze e delle reti in nazionale ― Malta | Cronologia completa delle presenze e delle reti in nazionale ― Malta | Cronologia completa delle presenze e delle reti in nazionale ― Malta | Cronologia completa delle presenze e delle reti in nazionale ― Malta | Cronologia completa delle presenze e delle reti in nazionale ― Malta | Cronologia completa delle presenze e delle reti in nazionale ― Malta | Cronologia completa delle presenze e delle reti in nazionale ― Malta |
| Data                                                                 | Città                                                                | In casa                                                              | Risultato                                                            | Ospiti                                                               | Competizione                                                         | Reti                                                                 | Note                                                                 |
| -------------------------------------------------------------------- | -------------------------------------------------------------------- | -------------------------------------------------------------------- | -------------------------------------------------------------------- | -------------------------------------------------------------------- | -------------------------------------------------------------------- | -------------------------------------------------------------------- | -------------------------------------------------------------------- |
| 16-11-1986                                                           | Attard                                                               | Malta                                                                | 0 – 5                                                                | Svezia                                                               | Qual. Euro 1988                                                      | -                                                                    |                                                                      |
| 29-3-1987                                                            | Funchal                                                              | Portogallo                                                           | 2 – 2                                                                | Malta                                                                | Qual. Euro 1988                                                      | -                                                                    |                                                                      |
| 2-12-1987                                                            | Haifa                                                                | Israele                                                              | 1 – 1                                                                | Malta                                                                | Amichevole                                                           | -                                                                    |                                                                      |
| Totale                                                               |                                                                      | Presenze                                                             | 3                                                                    |                                                                      | Reti                                                                 | 0                                                                    |                                                                      |